# Ponder (Teksas)
Ponder je gradić u američkoj saveznoj državi Teksas. Prema popisu stanovništva iz 2010. u njemu je živjelo 1.395 stanovnika.